# Sindaci di Gravina in Puglia
Elenco dei sindaci di Gravina in Puglia.
| Periodo           | Periodo           | Primo cittadino             | Partito                     | Carica                            | Note        |
| ----------------- | ----------------- | --------------------------- | --------------------------- | --------------------------------- | ----------- |
| 1861              | 1862              | Francesco Antonio Calderoni |                             | Sindaco                           |             |
| 1862              | 1863              | Giuseppe Abbruzzese         |                             | Sindaco                           |             |
| 1864              | 1865              | Girolamo Spalluti           |                             | Sindaco                           |             |
| 1865              | 1867              | Pasquale Pellicciari        |                             | Sindaco                           |             |
| 1868              | 1869              | Francesco Antonio Calderoni |                             | Sindaco                           |             |
| 1870              | 1876              | Michele Gramegna            |                             | Sindaco                           |             |
| 1877              | 1878              | Giuseppe Abbruzzese         |                             | Sindaco                           |             |
| 1878              | 1883              | Antonio Polini              |                             | Sindaco                           |             |
| 1884              | 1886              | Pasquale Pellicciari        |                             | Sindaco                           |             |
| 1887              | 1889              | Giuseppe D'Alonzo           |                             | Sindaco                           |             |
| 1890              | 1891              | Pasquale Calderoni-Martini  |                             | Sindaco                           |             |
| 1891              | 1892              | Michele Bruno               |                             | Sindaco                           |             |
| 1892              | 1894              | Giuseppe Gramegna           |                             | Sindaco                           |             |
| 1895              | 1896              | Tommaso Alati               |                             | Commissario regio                 |             |
| 1896              | 1899              | Giuseppe Abbruzzese         |                             | Sindaco                           |             |
| 1900              | 1902              | Michele Bruno               |                             | Sindaco                           |             |
| 1902              | 1903              | Canio Musacchio             |                             | Sindaco                           |             |
| 1903              | 1904              | E. Melloni                  |                             | Commissario regio                 |             |
| 1904              | 1905              | Giuseppe Pellicciari        |                             | Sindaco                           |             |
| 1905              |                   | Francesco Venuto            |                             | Commissario regio                 |             |
| 1905              | 1907              | Giuseppe Pellicciari        |                             | Sindaco                           |             |
| 1907              | 1908              | Sergio Marvulli             |                             | Sindaco                           |             |
| 1909              | 1910              | Beniamino Angelastro        |                             | Sindaco                           |             |
| 1910              | 1916              | Giuseppe Musacchio          |                             | Sindaco                           |             |
| 1917              | 1919              | Pietro Ianora               |                             | Sindaco                           |             |
| 1920              | 1922              | Giuseppe Musacchio          |                             | Sindaco                           |             |
| 1922              |                   | Pasquale Andriani           |                             | Commissario prefettizio           |             |
| 1922              | 1923              | Dionigi Mangiacasale        |                             | Sindaco                           |             |
| 1923              | 1924              | Vito Martellotta            |                             | Commissario prefettizio           |             |
| 1924              | 1925              | Angelo Susca                |                             | Sindaco                           |             |
| 1925              |                   | Giuseppe Rutigliano         |                             | Sindaco                           |             |
| 1925              | 1927              | Giuseppe Vito Pellicciari   |                             | Podestà                           |             |
| 1927              | 1928              | Vincenzo Tota               |                             | Commissario prefettizio           |             |
| 1928              | 1929              | Giuseppe Vito Pellicciari   |                             | Podestà                           |             |
| 1929              | 1930              | Vito Desiante               |                             | Podestà                           |             |
| 1930              |                   | Giacinto Perrone            |                             | Commissario prefettizio           |             |
| 1930              | 1932              | Domenico Nardone            |                             | Commissario prefettizio e Podestà |             |
| 1932              | 1933              | Pietro Scardinale           |                             | Commissario prefettizio           |             |
| 1933              | 1934              | Domenico Nardone            |                             | Podestà                           |             |
| 1934              | 1936              | Pietro Scardinale           |                             | Commissario prefettizio e Podestà |             |
| 1936              | 1938              | Vincenzo Tota               |                             | Podestà                           |             |
| 1938              |                   | Domenico Capone-Spalluti    |                             | Commissario prefettizio           |             |
| 1938              | 1939              | Vincenzo Tota               |                             | Podestà                           |             |
| 1939              | 1940              | Michele Capone-Spalluti     |                             | Podestà                           |             |
| 1940              | 1941              | Giuseppe Buttiglione        |                             | Commissario prefettizio           |             |
| 1941              | 1943              | Francesco Mercadante        |                             | Commissario prefettizio e Podestà |             |
| 1943              | 1944              | Francesco Buono             |                             | Commissario prefettizio           |             |
| 1944              |                   | Fedele Lasaponara           |                             | Commissario prefettizio           |             |
| 1944              | 1945              | Nicola Barbone              |                             | Commissario prefettizio           |             |
| 1945              | 1946              | Giovanni Lorusso            |                             | Commissario prefettizio           |             |
| 1946              | 1947              | Salvatore Vicino            | Partito Comunista Italiano  | Sindaco                           |             |
| 1947              |                   | Giacinto Nitri              |                             | Commissario prefettizio           |             |
| 1947              | 1950              | Luca Lagreca                | Partito Comunista Italiano  | Sindaco                           |             |
| 1950              |                   | Francesco Stefanelli        | Partito Comunista Italiano  | Sindaco                           |             |
| 1950              | 1951              | Michele Conca               | Partito Comunista Italiano  | Sindaco                           |             |
| 1951              | 1952              | Giacinto Nitri              |                             | Commissario prefettizio           |             |
| 1952              | 1955              | Giovanni Conticchio         | Partito Comunista Italiano  | Sindaco                           |             |
| 1955              | 1956              | Gustavo Prezzolini          |                             | Commissario prefettizio           |             |
| 1956              | 1959              | Francesco Stefanelli        | Partito Comunista Italiano  | Sindaco                           |             |
| 1959              | 1960              | Domenico Acquaviva          | Partito Comunista Italiano  | Sindaco                           |             |
| 1960              | 1964              | Antonio Patimo              | Democrazia Cristiana        | Sindaco                           |             |
| 1964              | 1977              | Onofrio Petrara             | Partito Comunista Italiano  | Sindaco                           |             |
| 1977              | 1980              | Vito Laddaga                | Partito Comunista Italiano  | Sindaco                           |             |
| 1980              | 1983              | Angelo Peragina             | Partito Socialista Italiano | Sindaco                           |             |
| 1983              |                   | Vito Laddaga                |                             | Consigliere anziano               |             |
| 1983              |                   | Stefano Cilifrese           | Partito Socialista Italiano | Sindaco                           |             |
| 1983              |                   | Vito Laddaga                |                             | Consigliere Anziano               |             |
| 1983              | 1984              | Giuseppe Maiullari          |                             | Commissario prefettizio           |             |
| 1984              | 1985              | Luigi Laddaga               | Partito Comunista Italiano  | Sindaco                           |             |
| 1985              | 1989              | Giuseppe Carulli            | Partito Comunista Italiano  | Sindaco                           |             |
| 1989              | 1992              | Giuseppe Giovanniello       | Democrazia Cristiana        | Sindaco                           |             |
| 1992              |                   | Giovanni Damiani            | Democrazia Cristiana        | Sindaco                           |             |
| 1992              | 1993              | Giuseppe Giovanniello       | Democrazia Cristiana        | Sindaco                           |             |
| 1993              |                   | Giovanni Damiani            | Democrazia Cristiana        | Sindaco                           |             |
| 1993              | 1994              | Giuseppe Maiullari          |                             | Commissario prefettizio           |             |
| 29 giugno 1994    | 4 maggio 1995     | Francesco Laiso             | Progressisti                | Sindaco                           |             |
| 11 agosto 1995    | 18 novembre 1995  | Gerardo Bisogno             |                             | Commissario prefettizio           |             |
| 20 novembre 1995  | 13 febbraio 2004  | Remo Barbi                  | Partito Popolare Italiano   | Sindaco                           |             |
| 5 marzo 2004      | 5 aprile 2005     | Donato Giovanni Cafagna     |                             | Commissario prefettizio           |             |
| 5 aprile 2005     | 11 settembre 2008 | Onofrio Vendola             | Democratici di Sinistra     | Sindaco                           |             |
| 11 settembre 2008 | 8 giugno 2009     | Domenico Di Gioia           |                             | Commissario prefettizio           |             |
| 8 giugno 2009     | 12 ottobre 2011   | Giovanni Divella            | Il Popolo della Libertà     | Sindaco                           |             |
| 12 ottobre 2011   | 16 giugno 2012    | Ciro Trotta                 |                             | Commissario prefettizio           |             |
| 24 maggio 2012    | 12 gennaio 2018   | Alesio Valente              | Partito Democratico         | Sindaco                           |             |
| 12 gennaio 2018   | 1 marzo 2018      | Rossana Riflesso            |                             | Commissario prefettizio           | [ 1 ] [ 2 ] |
| 1 marzo 2018      | 12 gennaio 2022   | Alesio Valente              | Partito Democratico         | Sindaco                           | [ 3 ] [ 2 ] |
| 12 gennaio 2022   | 4 luglio 2022     | Rossana Riflesso            |                             | Commissario prefettizio           |             |
| 4 luglio 2022     | in carica         | Fedele Lagreca              | Lista civica                | Sindaco                           |             |